# Autoba nebulifera
Autoba nebulifera är en fjärilsart som beskrevs av Walker 1865. Autoba nebulifera ingår i släktet Autoba och familjen nattflyn. Inga underarter finns listade i Catalogue of Life.